# Judicis de Moscou
Els Judicis de Moscou van ser una sèrie de judicis contra els adversaris polítics de Ióssif Stalin durant la Gran Purga. Molts dels acusats van ser executats. Després de les revelacions de Nikita Khrusxov a la dècada de 1950, els Judicis de Moscou són coneguts actualment com a "judicis espectacle" on els veredictes estaven predeterminats, i on es justificà l'ús de les confessions coaccionades, obtingudes mitjançant la tortura i les amenaces a les famílies dels acusats. El propòsit dels judicis era eliminar qualsevol potencial polític de les opcions a Stalin, especialment dels Vells Bolxevics. La tàctica principal era acusar als detinguts, mitjançant l'Article 58 del Codi Penal, per conspirar amb les potències occidentals per assassinar Stalin i altres líders polítics, desmembrar la Unió Soviètica i restaurar el capitalisme.

## Sumari
- El primer dels judicis va ser contra 16 membres de l'anomenat "Centre Terrorista Trotskista-Zinovievite", i va tenir lloc a l'agost de 1936. Els principals acusats eren Grigori Zinóviev i Lev Kàmenev, dos dels antics líders del Partit més prominents. Tots ells van ser condemnats a mort i executats.
- El segon judici va celebrar-se el gener de 1937 i els acusats eren 17 figures menors, incloent Karl Radek, Iuri Piatakov i Grigori Sokólnikov. Tretze dels acusats van ser afusellats; mentre que la resta van ser condemnats a treballs forçats.[1][2]
- El tercer dels judicis, celebrat al març de 1938, incloïa a 21 acusats inculpats de pertànyer a l'anomenat "Bloc dels de Dretes i Trotskistes", encapçalat per Nikolai Bukharin, anterior cap de la Internacional Comunista, l'antic Primer Ministre Aleksei Ríkov, Guénrikh Iagoda, Christian Rakovski i Nikolai Kretinski. Tots els principals acusats van ser executats.[3]
- També va celebrar-se un judici secret davant un tribunal militar d'una colla de generals de l'Exèrcit Roig, incloent al Mariscal Mikhaïl Tukhatxevski, al juny de 1937.

## Els judicis

### Primer Judici de Moscou: el Judici dels Setze
El primer dels judicis va celebrar-se entre el 19 i el 24 d'agost de 1936, a la seu dels Sindicats de Comerç. Els acusats principals eren Grigori Zinóviev i Lev Kàmenev. Tant Kàmenev com Zinóviev havien estat jutjats en secret el 1935, però sembla que Stalin decidí que, amb confessions adequades, el seu destí podria emprar-se per a propòsits propagandístics. Guénrikh Iagoda supervisà els processos d'interrogació.
La llista d'acusats va ser:
1. Grigori Ievséievitx Zinóviev
2. Lev Borísovitx Kàmenev
3. Grigori Ievdokímov
4. Ivan Bakàiev
5. Serguei Vitàlievitx Mratxkovski, un heroi de la Guerra Civil Russa a Sibèria i a l'Extrem Orient Rus
6. Vagarixak Arutiunovitx Ter-Vaganian, líder del Partit Comunista d'Armènia
7. Ivan Smirnov, Comissari del Poble de comunicacions
8. Iefim Dreitzer
9. Isaac Reingold
10. Richard Pickel
11. Eduard Holtzman
12. Fritz David
13. Valentin Olberg
14. Konon Berman-Iurin
15. Moissei Lurie
16. Nathan Lurie

Tots ells van ser acusats sota els articles 58.8 i 58.11 del Codi Penal de la RSFS de Rússia. El càrrec principal era la formació d'una organització terrorista amb l'objectiu d'assassinar Iòsif Stalin i altres membres del govern soviètic. Van ser jutjats pel Col·legi Militar del Tribunal Suprem de l'URSS, presidit per Vassili Ulrikh i amb Andrei Vixinski com a fiscal. Van ser sentenciats a mort.
A l'inici, Zinóviev i Kàmenev rebutjaren confessar, però després de durs interrogatoris i amenaces contra les seves famílies, van acceptar confessar a condició que se'ls garantís directament des del Politburó que les seves vides i les de les seves famílies serien respectades. Aquesta petició va ser acceptada, però quan van ser portats a la suposada reunió del Politburó, només estaven presents Stalin, Kliment Voroixílov i Iejov. Stalin els explicà que eren la "comissió" autoritzada pel Politburó i els concedí les peticions demanades. Després del judici, però, Stalin no només va trencar la seva promesa vers als acusats, sinó que la major part dels seus familiars van ser detinguts i afusellats.

### El Judici de Radek i Piatakov: el Judici dels Disset

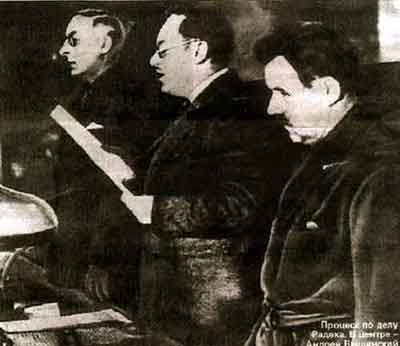
El Fiscal de l'Estat Vixinski (centre), llegint l'acusació, al 1937.

En un altre judici celebrat durant el gener de 1937, els acusats principals van ser Karl Radek, Iuri Piatakov, Grigori Sokólnikov, Nikolai Muralov, Mikhaïl Boguslavski i d'altres (17 en total). Tretze van ser condemnats a mort, i els altres quatre van ser condemnats a reclusió en un camp de treball. Radek es va salvar acusant d'altres, incloent Nikolai Bukharin, Aleksei Ríkov i el Mariscal Mikhaïl Tukhatxevski, preparant l'escenari pel Judici dels Militars i el Judici dels Vint-i-un.
Radek donà (o més acuradament, va ser obligat a donar) el pretext per a la purga a gran escala amb el seu testimoni que hi havia una tercera organització separada dels quadres que havia passat per l'escola [de Trotski] així com semi-trotskistes, gent que ens ha ajudat, sense saber que era una organització terrorista però que simpatitzava amb nosaltres, gent que des del liberalisme, des d'una Fronda contra el Partit, ens va ajudar.
La Tercera Organització a la que feia referència eren les restes de l'antic grup d'oposició anomenat Dretistes encapçalats per Bukharin, a qui implica dient "em sento culpable d'una cosa més: fins i tot després d'haver admès la meva culpa i d'exposar l'organització, obstinadament he rebutjat donar proves sobre Bukharin. Sé que la situació de Bukharin és tan desesperada com la meva, a causa de la nostra culpa, si bé no jurídica, en essència és la mateixa. Però érem amics íntims, i l'amistat intel·lectual és més forta que la resta d'amistats. Sé que Bukharin està en el mateix estat d'agitació que jo mateix. Aquest és el motiu pel qual no l'he lliurat lligat de mans i peus al Comissariat del Poble d'Afers Interns. Just en relació als nostres altres quadres, voldria que el mateix Bukharin abaixés els braços."

### Judicis dels Militars
El judici celebrat el 1937 contra els alts comandants militars, també conegut com a "Afer Tukhatxevski", va ser un judici secret, a diferència dels judicis espectacle de Moscou. No obstant això, va tenir el mateix tipus de marc i està tradicionalment considerat com un dels judicis clau de la Gran Purga. Mikhaïl Tukhatxevski, així com els alts comandant militars Iona Iakir, Ieronim Uborevitx, Robert Eideman, Avgust Kork, Vitovt Putna, B.M. Feldman i Vitali Primakov van ser acusats de conspiració anti-comunista i sentenciats a mort. Van ser executats la nit de l'11-12 de juny, immediatament després que una Sessió Especial del Tribunal Suprem de la Unió Soviètica lliurés el veredicte. Aquest judici comportà una gran purga de l'Exèrcit Roig.

### El Judici dels Vint-i-un

#### El Judici
El tercer judici-espectacle, celebrat al març de 1938, i conegut com el "Judici dels Vint-i-un", és el judici-espectacle soviètic més famós a causa de la gent involucrada i de l'abast dels càrrecs, en el qual s'unien tots els caps solts dels judicis anteriors. Incloïa a 21 acusats inculpats de pertànyer a l'anomenat "Bloc dels Dretistes i Trotskistes":
1. Nikolai Bukharin – teòric marxista, anterior cap de la Internacional Comunista i membre del Politburó.
2. Aleksei Ríkov – antic President de la Unió Soviètica i membre del Politburó.
3. Nikolai Krestinski – membre del Politburó i ambaixador soviètic a Alemanya
4. Christian Rakovski – antic ambaixador a Gran Bretanya i França
5. Guénrikh Iagoda – antic cap de l'NKVD
6. Arkadi Rosengoltz – antic Comissari del Poble de Comerç Exterior
7. Vladimir Ivanov – antic Comissari del Poble per la Indústria de la Fusta
8. Mikhaïl Txernov – antic Comissari del Poble d'Agricultura
9. Grigori Grinko – antic Comissari del Poble de Finances
10. Isaac Zelensky – antic Secretari del Comitè Central
11. Sergei Bessonov
12. Akmal Ikramov – líder uzbek
13. Faizulla Khodjayev – líder uzbek
14. Vassili Xarangovitx – antic primer secretari a Belarús
15. Prokopi Zubarev
16. Pavel Bulanov – oficial de l'NKVD
17. Lev Levin – metge del Kremlin
18. Dmitri Pletnev – metge del Kremlin
19. Ignati Kazakov – metge del Kremlin
20. Veniamin Maximov-Dikovski
21. Piotr Kriutxkov

El fet que Iagoda fos un dels acusats mostrava la velocitat a la que les purgues s'estaven consumint a si mateixes: significava la culminació dels judicis anteriors, i ara al·legaven que Bukharin i els altres havien volgut assassinar Lenin i Stalin des de 1918, assassinar Maxim Gorki amb verí, partir la Unió Soviètica i cedir territoris a Alemanya, Japó i la Gran Bretanya, a més d'altres càrrecs.
Fins i tot els observadors simpatitzants que havien digerit els judicis anteriors van trobar dificultats per digerir les noves acusacions, trobant-les cada cop més absurdes, mentre que la Purga s'havia estès fins a incloure a tots els líders dels Vells Bolxevics que encara estaven vius excepte Stalin. Per a antics comunistes preeminents com Bertram Wolfe, Jay Lovestone, Arthur Koestler i Heinrich Brandler, el judici contra Bukharin marcà la ruptura final amb el comunisme, i convertí als tres primers en fervents anticomunistes.

#### La confessió de Bukharin
Els preparatius per aquest judici es retardaren en les seves etapes inicials a causa que alguns membres del Partit dubtaven en denunciar als seus camarades. En aquell moment, Stalin va intervenir per accelerar el procés i substituí a Iagoda per Nikolai Iejov. El mateix Stalin també l'observaria personalment des d'una cambra oculta al tribunal.
El primer dia del judici, Krestinski causà sensació quan repudià la seva confessió escrita i es declarà innocent de totes les acusacions. Tot i això, l'endemà canvià el seu al·legat després de "mesures especials" que li dislocaren l'espatlla esquerra entre altres coses.
Anastàs Mikoian i Viatxeslav Mólotov afirmarien posteriorment que Bukharin mai no va ser torturat, però ara se sap que els seus interrogadors van rebre l'ordre d'estomacar-lo, i que estaven sota una gran pressió per aconseguir una confessió de "l'acusat estrella". Bukharin aguantà durant tres mesos, però les amenaces dirigides a la seva jove muller i al seu fill, combinats amb mètodes "d'influència física" el van fer caure. Però quan llegí la seva confessió, esmenada i corregida personalment pel mateix Stalin, rebutjà completament la confessió. L'examinació tornà a començar, aquest cop amb un equip doble d'interrogadors.
La confessió de Bukharin en particular esdevingué un gran debat entre els observadors occidentals. Les seves confessions eren diferents de les altres en el fet que, mentre que es considerava culpable dels càrrecs generals, negava el coneixement dels crims específics. Alguns observadors astuts notaren que només acceptaria el que hi havia a la confessió escrita, rebutjant anar més enllà. També el fet que se li permetés d'escriure a la presó (va escriure quatre volums de manuscrits, incloent una novel·la autobiogràfica, Com va començar tot, un tractat filosòfic i una col·lecció de poemes; trobant-se tot a l'arxiu de Stalin i publicant-se el 1990), suggereix que s'arribà a alguna mena d'acord a condició de la seva confessió. També va escriure diverses emotives cartes a Stalin, protestant enèrgicament per la seva innocència i professant el seu amor vers Stalin, que contrasta amb la seva opinió crítica de Stalin i la seva política com expressà als altres i mitjançant la seva conducta al judici.
Hi ha diverses interpretacions de les motivacions de Bukharin al judici. Koestler i d'altres el veien com que creia sincerament que estava rendint un darrer servei al Partit (mentre que preservava una mica el seu honor personal), mentre que biògrafs de Bukharin com Stephen Cohen i Robert Tucker veuen traces de llenguatge isopià, mitjançant el qual Bukharin convertiria el seu judici en un judici de l'estalinisme (mentre que mantenia la seva part del tracte per tal de salvar la seva família). Bukharin parlà sobre la seva "peculiar dualitat mental" en el seu darrer al·legat, que el portà a una "semi-paràlisi de la voluntat" i a una consciència desventurada hegeliana, que presumiblement derivava de la realitat de la ruïna estalinista (tot i que no podia dir-ho durant el judici) i davant l'amenaça del feixisme (que requeria doblegar-se davant de Stalin, que esdevingué la personificació del Partit).
El resultat va ser una curiosa barreja de confessions i crítiques subtils del judici. Després de desaprovar diversos càrrecs contra ells (un observador notà que procedia a demolir, o semblava que podia demolir fàcilment tot el cas) i deia que "la confessió de l'acusat no és essencial. La confessió de l'acusat és un principi medieval de jurisprudència" en un judici on tot es basava únicament en confessions. Acaba el seu al·legat final dient que "'monstruositat del meu crim és immesurable, especialment en la nova etapa de la lluita a la Unió Soviètica. Potser aquest judici sigui la seva darrera lliçó, i que el gran poder de l'URSS sigui clar a tots".
Romain Rolland i d'altrs van escriure a Stalin demanant clemència per a Bukharin, però tots els principals acusats van ser executats, excepte Rakovsky i dos més (va ser morts a la presó el 1941). Malgrat la promesa de respectar la seva família, Anna Larina, muller de Bukharin, va ser enviada a un camp de treball, encara que va aconseguir sobreviure.

## Totals
Tots els membres supervivents del Politburó de l'era de Lenin, excepte Stalin i Trotski, van ser jutjats. Quan acabà el darrer judici, Stalin havia detingut i executat a pràcticament tots els líders bolxevics de la Revolució que encara estaven vius. Dels 1.966 delegats del Partit que van assistir al Congrés del Partit de 1934, 1.108 van ser arrestats. Dels 139 membres del Comitè Central, 98 en van ser detinguts. Tres dels cinc Mariscals (Aleksandr Iegorov, Vassili Bliúkher i Mikhaïl Tukhatxevski), així com centenars d'oficials de l'Exèrcit Roig van ser afusellats o empresonats. A més dels polítics, diversos milions de gent ordinària va morir durant les Purgues. L'acusat clau, Lev Trotski estava exiliat, però no aconseguí sobreviure al desig de Stalin de veure'l mort i va ser assassinat per Ramon Mercader, un agent soviètic d'origen català a Mèxic el 1940.

## Avaluació dels judicis
En aquells moments, diversos observadors estrangers que van assistir als judicis van afirmar que aquests havien estat justos i que la culpabilitat dels acusats havia quedat provada. Les seves afirmacions es basaven en les confessions dels acusats, les quals havien estat realitzades lliurement en un judici obert, sense cap prova aparent que haguessin estat obtingudes mitjançant la tortura o mitjançant drogues. Joseph E. Davies, l'ambaixador dels Estats Units, va escriure:
"En vista del caràcter dels acusats, els seus llargs períodes de servei, la seva distinció reconeguda en l'exercici de la seva professió, la seva continuada lleialtat a la causa comunista, és poc creïble que els seus germans oficials... haguessin acceptat les seves execucions, llevat que estiguessin convençuts que aquests homes fossin culpables del delicte. * Generalment els membres del Cos Diplomàtic acceptem que els acusats han de ser culpables d'algun delicte que a la Unió Soviètica es castigui amb la pena de mort. * El judici a Bukharin celebrat sis mesos després demostrà que, si era cert, aquest acció estava més que justificada. Indubtablement, aquests fets van ser coneguts pels tribunals militars en aquests moments."
Ells líders dels Partits Comunistes dels països occidentals va fer ressò d'aquests opinions i denunciaren les crítiques als judicis com a intents capitalistes de subvertir el comunisme.
L'advocat i parlamentari britànic Denis Pritt, per exemple, va escriure: "Un cop més els socialistes dèbils de cor estan plens d'ansietat i dubtes, però de nou podem confiar en què quan s'esvaeixi el fum del camp de batalla de la controvèrsia s'adonarà que el càrrec era cert, les confessions eren correctes i l'acusació ha estat ben portada.
El líder del Partit Comunista Harry Pollit, al Daily Worker del 12 de març de 1936, va escriure que "els Judicis de Moscou representaven un nou triomf en la història del progrés." Irònicament, l'article estava il·lustrat per una fotografia de Stalin amb Nikolai Iejov, qui poc després desapareixeria, fins i tot de les fotografies, gràcies als aerògrafs dels encarregats dels arxius de l'NKVD.
Als Estats Units, els progressistes com Corliss Lamont i Lillian Hellman també denunciaren les crítiques vers els Judicis, signant "Una carta oberta als lliberals americans", en suport dels judicis, publicada al març de 1937 al Soviet Russia Today A l'atmosfera política de la dècada de 1930 l'acusació que hi havia una conspiració per destruir la Unió Soviètica no era gens increïble, i alguns observadors estrangers estaven preocupats dels successos dins del Partit Comunista que havien portat a la Purga i als Judicis.
No obstant això, els Judicis de Moscou generalment van ser percebuts negativament per la majoria dels observadors occidentals, incloent-hi molts de liberals. El New York Times apuntà l'absurd de tot plegat en una editorial del l'1 de març de 1938: "És com si vint anys després de Yorktown algú des del poder a Washington trobés necessari per a la seguretat del país enviar al cadafal a Thomas Jefferson, Madison, John Adams, Hamilton, Jay i a la majoria dels seus companys. Els càrrecs contra ells hagués estat conspirar per tornar els Estats Units a Jordi III."
Després de la mort de Stalin, Nikita Khrusxov repudià els judicis en un discurs pronunciat en el XX Congrés del Partit Comunista de la Unió Soviètica:
"La comissió ha revisat una gran quantitat de material dels arxius de l'NKVD i d'altres documents i s'ha establert que molts fets relacionats amb la fabricació de casos contra comunistes, als flagrants abusos de la legalitat soviètica que resultaren en la mort de gent innocent. S'ha evidenciat que molts activistes del Partit, del govern i economistes que van ser marcats el 1937-38 com "enemics" mai van ser enemics, espies, sabotejadors, etc.; sinó que aparentment sempre van ser comunistes honestos.
Només estaven tan estigmatitzats i sovint, no sent capaços de suportar unes bàrbares tortures, que van acusar-se a si mateixos (d'acord a les ordes dels jutges d'instrucció/falsificadors) que tota mena de delictes i de crims poc possibles. "
Ara se sap que les confessions van aconseguir-se només després d'una gran pressió psicològica i que es torturés als acusats. Dels comptes de l'antic oficial del GPU Aleksandr Orlov i d'altres, es coneixen els mètodes emprats per aconseguir les confessions: pallisses repetides, tortura, fer estar drets als acusats o deixar-los sense dormir durant dies, i amenaces de detenció i execució les seves famílies. Per exemple, el fill adolescent de Kàmenev va ser detingut i acusat de terrorisme. Després de mesos d'interrogatoris així, els acusats queien víctimes de la desesperació i de l'esgotament.

### La Comissió Dewey
Al maig de 1937, la Comissió d'investigació de les acusacions fetes contra Lev Trotski durant els Judicis de Moscou, habitualment coneguda com la Comissió Dewey, va ser formada als Estats Units per seguidors de Trotski, per establir la veritat dels judicis. La comissió estava presidida pel filòsof i educador americà John Dewey. Tot i que les audiències van realitzar-se amb vistes a provar la innocència de Trotski, van portar a la llum proves que establien que alguns dels càrrecs específics fets durant els judicis podien no ser veritat.
Per exemple Piatakov testificà que havia volat a Oslo al desembre de 1935 per "rebre instruccions terroristes de Trotski". La Comissió Dewey establí que aquell vol no havia tingut lloc. Un altre acusat, Ivan Smirnov, confessà que havia participat en l'assassinat de Serguei Kírov al desembre de 1934, en una època en què estava empresonat.
La Comissió Dewey publicà les seves conclusions en un llibre de 422 pàgines titulat "No culpable". Les seves conclusions establien la innocència de tots aquells que havien estat condemnats durant els Judicis de Moscou. En el seu sumari, la comissió va escriure: "Independentment de les proves extrínseques, la comissió troba:
- que la conducció dels Judicis de Moscou ha estat suficient per convèncer a qualsevol persona sense prejudicis que no es va intentar esbrinar la veritat
- que mentre que les confessions eren havien de tenir necessàriament la consideració més seriosa, les confessions per si mateixes contenien improbabilitats inherents per convèncer a la Comissió que no representaven la veritat, independentment dels mitjans emprats per obtenir-les.
- que Trotski mai no instruí a cap dels acusats o dels testimonis dels Judicis de Moscou per fer cap mena d'acord amb potències estrangeres contra els interessos soviètics i que Trotski mai no recomanà, va fer cap conxorxa o intentà la restauració del capitalisme a la Unió Soviètica.

La comissió concloïa: "Trobem que els Judicis de Moscou han estat una maquinació"

### Opinions contemporànies en defensa dels judicis
Diversos comunistes americans i membres de grups progressistes aliens a la Unió Soviètica signaren una "Declaració de Progressistes Americans sobre els Judicis de Moscou". Entre aquests estaven Langston Hughes i Stuart Davis, tot i que alguns, com els mateixos Hughes i Davies posteriorment expressarien els seus dubtes.
Alguns observadors contemporanis que pensaven que els judicis eren intrínsecament justos d'acord a les declaracions de Mólotov, que mentre que concedien que algunes de les confessions contenien afirmacions difícils, deien que hi havia diversos motius i raons per això, un d'ells que els que havien fet aquestes confessions dubtoses estaven decidits a enfonsar la Unió Soviètica i el seu govern mitjançant afirmacions dubtoses en les seves confessions per crear dubtes en els seus judicis. Mólotov afirmà que un acusat podia haver inventat una història que col·laborés amb agents estrangers i amb membres del partit per soscavar al govern i que els seus membres estiguessin sota sospita. No obstant això, afirmà que les proves de la majoria dels oficials comunistes apartats del poder conspiraven per prendre el poder durant un moment de feblesa en la guerra que s'apropava. Aquest argument va caure després que Nikita Khrusxov pronunciés el seu Discurs Secret durant el XX Congrés.

## Rehabilitació
Si bé el Discurs Secret de Khrusxov denuncià el culte a la personalitat de Stalin i les Purgues el 1956, la rehabilitació dels Vells Bolxevics va anar molt més lentament.
Nikolai Bukharin i 19 co-acussats no van ser completa i oficialment rehabilitats fins al febrer de 1988. Iagoda, que havia estat enormement involucrat en la Gran Purga com a cap de l'NKVD, no va ser inclòs. Al maig de 1988 arribà la rehabilitació de Zinóviev, Kàmenev, Radek i els seus companys.
El gener de 1989, el diari oficial Pravda informà que 25.000 persones havien estat pòstumament rehabilitades. Aquell mateix any es publicà el Discurs Secret de Khrusxov sencer, tot i que se sabia de la seva existència des del 1956.